# Bianca di Napoli
Bianca d'Angiò, o Bianca di Napoli (Napoli, 1280 – Barcellona, 14 ottobre 1310), fu regina consorte di Aragona dal 1295 al 1310.

## Origine
Figlia del re di Napoli, Carlo lo Zoppo e di Maria d'Ungheria, figlia - forse primogenita - di Stefano V d'Ungheria e di sua moglie, la regina Elisabetta dei Cumani.

## Biografia

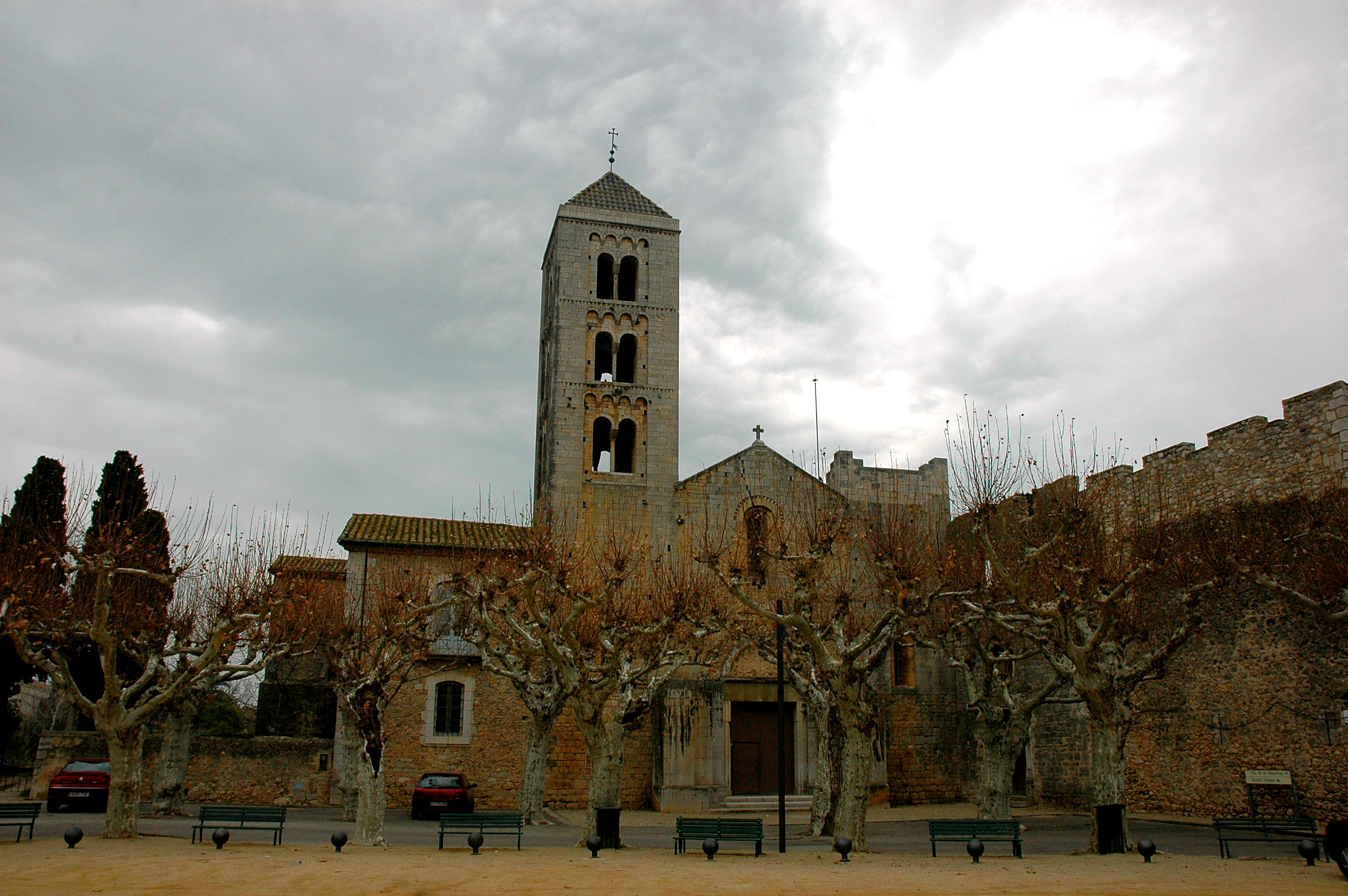
Monastero di Santa Maria a Vilabertran

Nel 1290, Bianca fu fidanzata a Giovanni (1278-1305), figlio ed erede del marchese del Monferrato, Guglielmo VII. In quello stesso anno, alla morte di Guglielmo VII, Carlo II, il padre di Bianca divenne il custode del nuovo marchese, di Giovanni I. Nei mesi successivi alla morte di Guglielmo VII sia i Savoia che Milano invasero il Monferrato e il Capitano del Popolo di Milano, Matteo Visconti, prese in custodia Giovanni I, togliendolo all'influenza di Carlo II.
Nel Monastero romanico di Santa Maria a Vilabertran, (Alt Empordà), nel nord della Catalogna, all'età di quindici anni, Bianca, Il 1º novembre del 1295, come risulta dalla Cronaca piniatense (Doña Blanca filia del…rey Carlos" at "Villabeltran en el dia Todos-Santos), sposò il re di Aragona, Giacomo II, figlio secondogenito del re d'Aragona, di Valencia e conte di Barcellona e altre contee catalane, Pietro III il Grande e di Costanza di Sicilia, figlia del re di Sicilia Manfredi (figlio illegittimo dell'imperatore Federico II di Svevia) e di Beatrice di Savoia (1223 – 1259). Per Giacomo II era il secondo matrimonio, e si era reso libero dal precedente matrimonio con Isabella di Castiglia, per avere ottenuto l'annullamento, dopo averla ripudiata, per cui tra le condizioni del trattato di Anagni, firmato con Carlo lo Zoppo il 12 giugno del 1295 poté accettare la clausola di dover sposare Bianca, la figlia di Carlo.

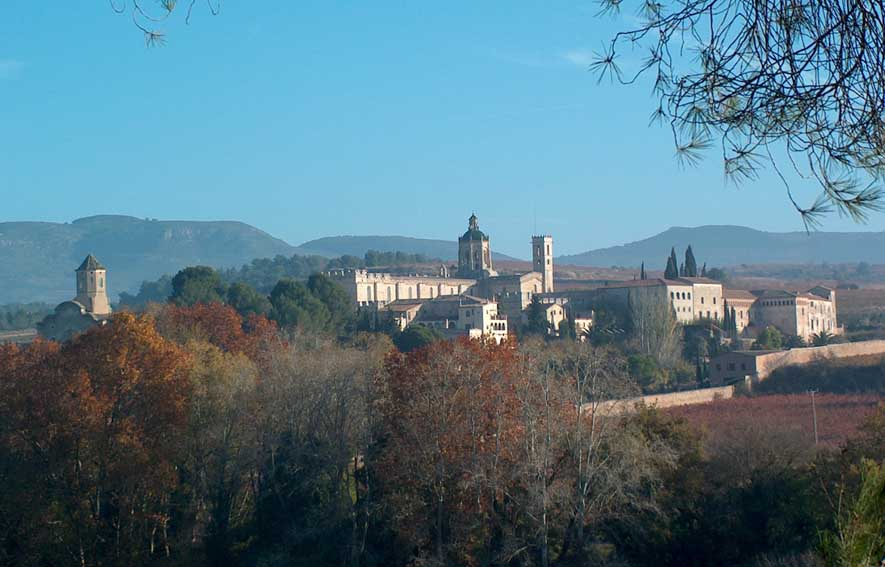
Vista del monastero di Santa Croce, ad Aiguamúrcia, Tarragona.

Bianca fu una donna di grande religiosità, molto legata al marito che accompagnò spesso anche in occasione di alcune spedizioni militari.
A Barcellona, Bianca tenne una propria cancelleria, e a Barcellona morì non ancora trentenne.
Bianca fu tumulata in un'abbazia cistercense, il monastero di Santa Croce, ad Aiguamúrcia, Tarragona.

## Figli
Bianca a Giacomo diede dieci figli:
- Giacomo d'Aragona (1296 – 1334), rinunciò al suo diritto di pretendente al trono e rifiutò di consumare il matrimonio con Eleonora, fuggendo via da Gandesa, per ritirarsi in monastero.
- Alfonso il Benigno (1299 – 1336), re d'Aragona.
- Maria d'Aragona (1299 – 1327), sposò il figlio di Sancho IV di Castiglia e Maria di Molina.
- Costanza d'Aragona (1300 – 1327), sposò Giovanni Manuele di Castiglia, duca di Peñafiel, nipote di Alfonso X di Castiglia
- Isabella d'Aragona (1302 – 1330), sposò, nel 1315, Federico I d'Asburgo, duca d'Austria e Stiria e anti-imperatore del Sacro Romano Impero.
- Giovanni d'Aragona (1304 – 1334), fu arcivescovo di Toledo poi di Tarragona, e poi Patriarca d'Alessandria
- Pietro d'Aragona (1305 – 1381), conte prima di Ribagorza e di Empúries e poi, dopo lo scambio col fratello Raimondo Berengario, di Prades
- Bianca d'Aragona (1307 – 1348), religiosa nel monastero di Sijena
- Raimondo Berengario d'Aragona (1308 – 1364), conte prima di Prades e poi, dopo lo scambio col fratello Pietro,  conte di Empúries
- Violante d'Aragona (1310 – 1353), sposò Filippo (1300-1330), despota di Romania e figlio di Filippo I di Taranto, poi in seconde nozze, Lupo di Luna (?-1360), signore di Segorbe.

## Ascendenza
|                       |                    |                                    | Genitori                  |  |  | Nonni |  |  | Bisnonni              |  |  | Trisnonni             |  |
|                       |                    |                                    |                           |  |  |       |  |  | Luigi VIII di Francia |  |  | Filippo II di Francia |  |
|                       |                    |                                    |                           |  |  |       |  |  | Luigi VIII di Francia |  |  | Filippo II di Francia |  |
|                       |                    | Isabella di Hainaut                |                           |  |  |       |  |  | Luigi VIII di Francia |  |  |                       |  |
| Carlo I d'Angiò       |                    |                                    |                           |  |  |       |  |  | Luigi VIII di Francia |  |  |                       |  |
|                       |                    | Bianca di Castiglia                | Alfonso VIII di Castiglia |  |  |       |  |  |                       |  |  |                       |  |
|                       |                    | Bianca di Castiglia                | Alfonso VIII di Castiglia |  |  |       |  |  |                       |  |  |                       |  |
|                       |                    | Bianca di Castiglia                | Eleonora d'Inghilterra    |  |  |       |  |  |                       |  |  |                       |  |
| Carlo II d'Angiò      |                    | Bianca di Castiglia                |                           |  |  |       |  |  |                       |  |  |                       |  |
|                       |                    | Raimondo Berengario IV di Provenza | Alfonso II di Provenza    |  |  |       |  |  |                       |  |  |                       |  |
|                       |                    | Raimondo Berengario IV di Provenza | Alfonso II di Provenza    |  |  |       |  |  |                       |  |  |                       |  |
|                       |                    | Raimondo Berengario IV di Provenza | Garsenda di Provenza      |  |  |       |  |  |                       |  |  |                       |  |
| Beatrice di Provenza  |                    | Raimondo Berengario IV di Provenza |                           |  |  |       |  |  |                       |  |  |                       |  |
|                       |                    | Beatrice di Savoia                 | Tommaso I di Savoia       |  |  |       |  |  |                       |  |  |                       |  |
|                       |                    | Beatrice di Savoia                 | Tommaso I di Savoia       |  |  |       |  |  |                       |  |  |                       |  |
|                       |                    | Beatrice di Savoia                 | Margherita di Ginevra     |  |  |       |  |  |                       |  |  |                       |  |
| Bianca di Napoli      |                    | Beatrice di Savoia                 |                           |  |  |       |  |  |                       |  |  |                       |  |
|                       | Béla IV d'Ungheria | Andrea II d'Ungheria               |                           |  |  |       |  |  |                       |  |  |                       |  |
|                       | Béla IV d'Ungheria | Andrea II d'Ungheria               |                           |  |  |       |  |  |                       |  |  |                       |  |
|                       | Béla IV d'Ungheria | Gertrude di Merania                |                           |  |  |       |  |  |                       |  |  |                       |  |
| Stefano V d'Ungheria  | Béla IV d'Ungheria |                                    |                           |  |  |       |  |  |                       |  |  |                       |  |
|                       |                    | Maria Lascaris di Nicea            | Teodoro I Lascaris        |  |  |       |  |  |                       |  |  |                       |  |
|                       |                    | Maria Lascaris di Nicea            | Teodoro I Lascaris        |  |  |       |  |  |                       |  |  |                       |  |
|                       |                    | Maria Lascaris di Nicea            | Anna Comnena Angelina     |  |  |       |  |  |                       |  |  |                       |  |
| Maria d'Ungheria      |                    | Maria Lascaris di Nicea            |                           |  |  |       |  |  |                       |  |  |                       |  |
|                       |                    | …                                  | …                         |  |  |       |  |  |                       |  |  |                       |  |
|                       |                    | …                                  | …                         |  |  |       |  |  |                       |  |  |                       |  |
|                       |                    | …                                  | …                         |  |  |       |  |  |                       |  |  |                       |  |
| Elisabetta dei Cumani |                    | …                                  |                           |  |  |       |  |  |                       |  |  |                       |  |
|                       |                    | …                                  | …                         |  |  |       |  |  |                       |  |  |                       |  |
|                       |                    | …                                  | …                         |  |  |       |  |  |                       |  |  |                       |  |
|                       |                    | …                                  | …                         |  |  |       |  |  |                       |  |  |                       |  |
|                       |                    | …                                  |                           |  |  |       |  |  |                       |  |  |                       |  |